# Chamborigaud
Chamborigaud [ʃɑ̃bɔʁiɡo] ist eine französische Gemeinde mit 886 Einwohnern (Stand 1. Januar 2022) im Département Gard in der Region Okzitanien.

## Geografie
Chamborigaud liegt in den Cevennen im Tal des Luech, eines Nebenflusses der Cèze.

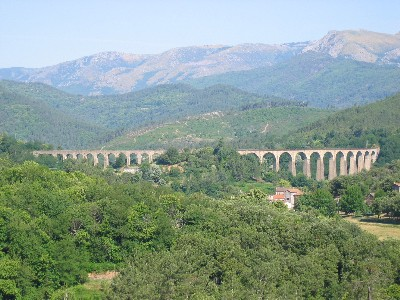
Viaduc de Chamborigaud über den Fluss Luech

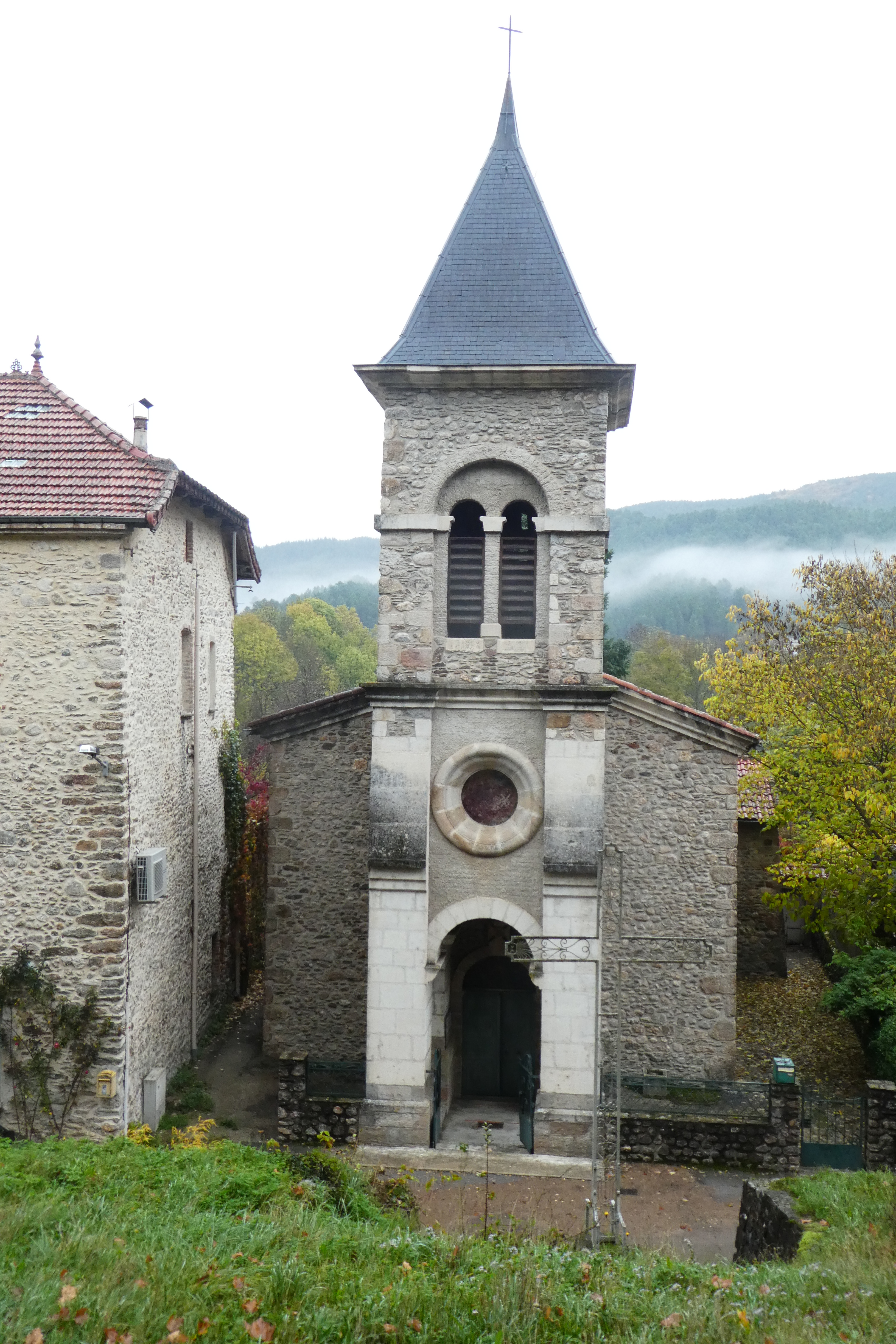
Kirche Notre-Dame-de-la-Nativité

## Sehenswürdigkeiten
Der Ort ist bekannt durch den Viaduc de Chamborigaud der Cevennen-Bahnlinie zwischen Clermont-Ferrand und Nîmes.

## Bevölkerung
| Jahr      | 1962 | 1968  | 1975 | 1982 | 1990 | 1999 | 2008 | 2014 |
| --------- | ---- | ----- | ---- | ---- | ---- | ---- | ---- | ---- |
| Einwohner | 849  | 1.083 | 869  | 872  | 716  | 731  | 782  | 820  |

## Verkehr
Chamborigaud hat einen Bahnhof an der Bahnstrecke Saint-Germain-des-Fossés–Nîmes, der am 12. August 1887 von der  Compagnie des Chemins de fer de Paris à Lyon et à la Méditerranée (PLM)  eröffnet wurde. Er wird von Regionalzügen des TER Occitanie bedient.
Durch die Gemeinde verläuft die Departementsstraße D 906, die Alès mit Langogne verbindet. Zudem beginnt im Ort die D 29 nach Peyremale. Die Nationalstraße N 106 führt südlich an der Gemeinde vorbei. Nächste Autobahnen sind die A 7 im Osten und die A 75 im Westen.

## Persönlichkeiten
- Jean-Pierre Chabrol (1925–2001), Schriftsteller